# Haxne
Haxne is een verdronken dorp in het Dollardgebied, genoemd in een parochieregister van omstreeks 1475. De naam houdt kennelijk verband met een ander dorp dat Haxenewalt heette. De naam komt al rond het jaar 1000 voor als Haxne of Hogseni en in 16e-eeuwse lijsten als Soxum, Hakkelsum of (verkeerd gelezen) Foptsum. Mogelijk is er sprake van verwarring met Hatzum.
Haxenewalt was kennelijk  een dochternederzetting van Haxne, genoemd in hetzelfde parochieregister. De naam komt in 1385 voor als Hockynga waldt en in 16e-eeuwse lijsten verbasterd als Soxumerwolde of Harmeswolde. De naam impliceert dat het om een veenontginningsdorp gaat. Misschien lag het in de omgeving van Hatzumerfehn in het Duitse Rheiderland, in 1620 voor het eerst vermeld als Hatzumer Fehnland. In het register komen Haxne en Hatzum echter naast elkaar voor, zonder dat er van een verdubbeling sprake lijkt te zijn.
De verschillende vormen suggereren een stam met de persoonsnaam Hake, Hacke of Hokke met de uitgang -ingi, waaruit de vormen *Hack-en(d)se > Haxne, *Hack-en(d)se > Haxenewalt, *Hock-en(d)se > Hogseni en *Hock-ingi-wald > Hockingawaldt. Volgens een andere verklaringsoptie moet gedacht worden aan de Oudfriese stam hōgsene ('hiel of kniepees').